# Дербент (газета)
«Дербент» (азерб. Дәрбәнд) — общественно-политическая газета на азербайджанском и русском языках, издающаяся в Дагестане. Газета освещает общественно-политические события страны, а также публикует материалы по истории и культуре азербайджанцев.

## История
Газета основана в 1920 году под названием «Шураи Дагыстан» («Советский Дагестан»). С 1922 года называлась «Дагыстан фукарасы» (Дагестанская беднота; печаталась арабским алфавитом). С октября 1931 года газета стала называться «Kolxoz jolu» («Колхозный путь»), а с марта 1932 — «Lenin bajraƣь/Ленин бајрағы» («Ленинское знамя»). С 1960 по 1963 годы газета не издавалась, а затем была возобновлена под названием «Кәнд маjaкы» («Сельский маяк»). Позже газета сменила название на «Ленинчи» («Ленинец»), а в начале 1990-х получила современное название. С 1920 по 1922 году издавалась в Буйнакске, в 1922 и с 1924 по 1930 — в Махачкале, в 1923 и с 1930 — в Дербенте.